# Pleminia mutica
Pleminia mutica är en insektsart som beskrevs av Brunner von Wattenwyl 1895. Pleminia mutica ingår i släktet Pleminia och familjen vårtbitare. Inga underarter finns listade i Catalogue of Life.